# Mas Canya
El Mas Canya és un mas situat al municipi de Santa Oliva, a la comarca del Baix Penedès, a tocar de la carretera TP-2125.